# Estonia en los Juegos Paralímpicos de Atlanta 1996
Estonia estuvo representada en los Juegos Paralímpicos de Atlanta 1996 por diez deportistas, ocho mujeres y dos hombres.

## Medallistas
El equipo paralímpico estonio obtuvo las siguientes medallas:
| Nombre        | Deporte   | Evento                            |
| ------------- | --------- | --------------------------------- |
| Oro           |           |                                   |
| Annely Ojastu | Atletismo | 100 m T42-46 femenino             |
| Marge Kõrkjas | Natación  | 50 m libre B2 femenino            |
| Marge Kõrkjas | Natación  | 100 m libre B2 femenino           |
| Plata         |           |                                   |
| Annely Ojastu | Atletismo | 200 m T42-46 femenino             |
| Annely Ojastu | Atletismo | Salto de longitud F42-46 femenino |
| Eela Kokk     | Natación  | 50 m libre MH femenino            |
| Marge Kõrkjas | Natación  | 100 m espalda B2 femenino         |
| Bronce        |           |                                   |
| Malle Juhkam  | Atletismo | Salto de longitud MH femenino     |
| Helena Silm   | Atletismo | Pentatlón P10-12 femenino         |